# Jean Maille
Jean Maille, francoski admiral, * 18. oktober 1619, † 14. junij 1646.